# 夢鬼歌
「夢鬼歌」（ゆめおにうた）は、DEAD ENDの楽曲で、通算6枚目のシングル。2012年1月11日にリリースされた発売元はmotorod。

## 解説
3ヶ月連続リリースシングルの第3作。3作共にテーマが定められており、本作のテーマは「殺人」。
前2作と同様に、初回限定盤は7インチシングルサイズの特殊ジャケットに、タイトル曲のPVを収録したDVD付き。さらに、「BLUE VICES」、『ZERO』期の復刻ロゴ・ステッカー2枚入り。

## 批評
『CDジャーナル』は「Morrieのファルセットが印象的な美メロ・ロック」と批評した。

## 収録曲
- 全曲、作詞・作曲:MORRIE・YOU

1. 夢鬼歌 (5:20)
2. 地獄の季節 (5:17)